# Artemis Corona
Artemis Corona is een corona op de planeet Venus. Artemis Corona werd in 1994 genoemd naar Artemis, de godin van de jacht uit de Griekse mythologie.
De corona heeft een diameter van 2600 kilometer en bevindt zich in het quadrangle Artemis Chasma (V-48).
Artemis Corona is de grootste corona op Venus en wordt grotendeels omsloten door de bijna cirkelvormige Artemis Chasma, een gordel met boogvormige kenmerken waarvan wordt aangenomen dat deze grotendeels door compressie ontstaan zijn. Artemis Corona bevat complexe systemen van breuken, talrijke stromen en kleine vulkanen, en ten minste twee inslagkraters, waarvan de grootste zich in het zuidwesten bevindt. Als geheel is Artemis niet verhoogd zoals andere coronae. De regios binnen Artemis Corona liggen circa 4 kilometer onder de omliggende vlaktes. Het hoogste en het laagste punt binnen Artemis Corona verschillen circa 7,5 kilometer in hoogte.